# Oligodon signatus
Oligodon signatus este o specie de șerpi din genul Oligodon, familia Colubridae, descrisă de Günther 1864. A fost clasificată de IUCN ca specie cu risc scăzut. Conform Catalogue of Life specia Oligodon signatus nu are subspecii cunoscute.

## Galerie

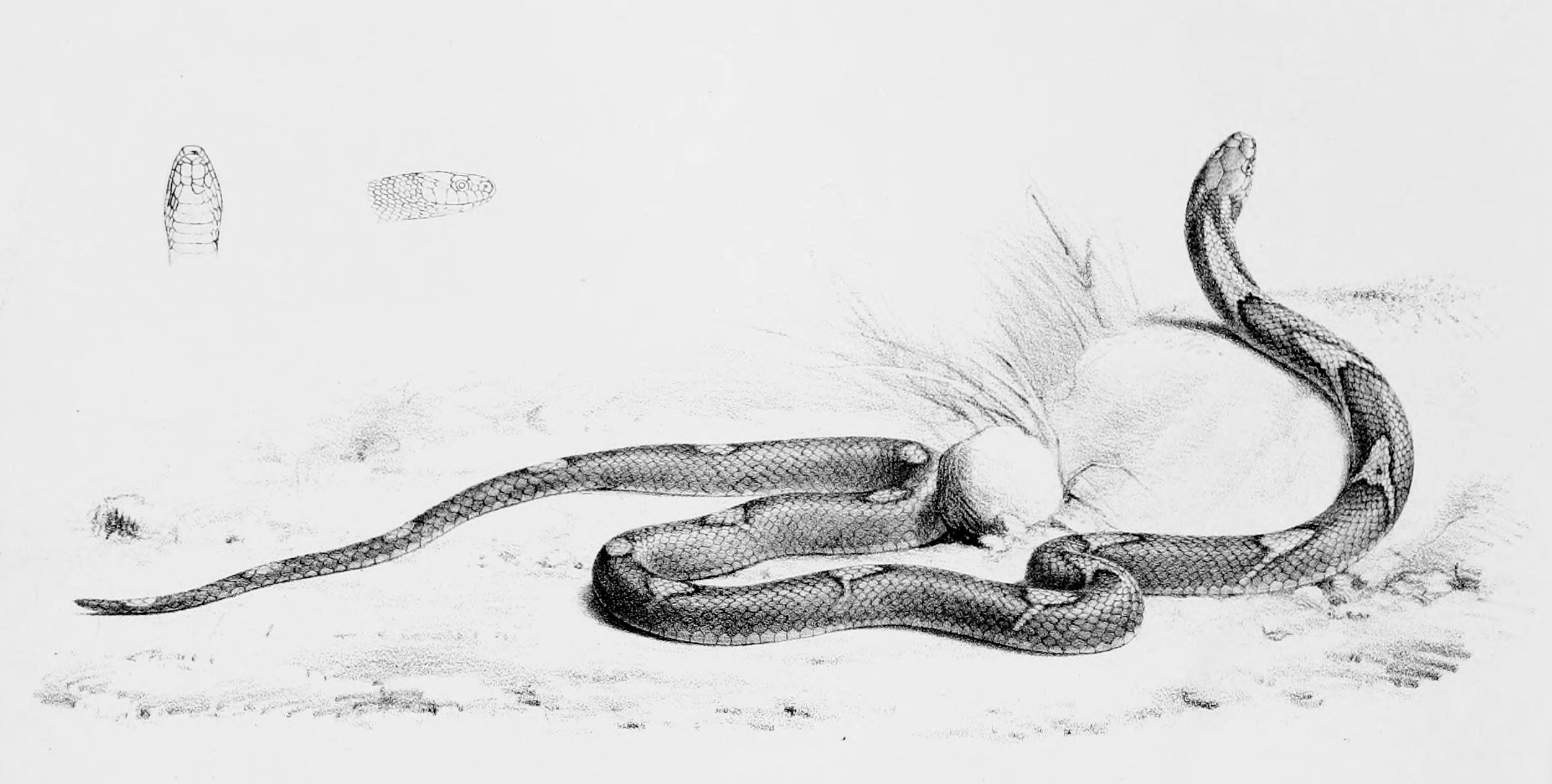